# نصيب (مسلسل)
نصيب هو مسلسل كويتي عرض للمرة الأولى على تلفزيون دولة الكويت بتاريخ 17 أبريل 1988.

## القصة
ينهي عبد الله دراسته في أمريكا ويعود للكويت عازمًا الزواج من صديقته الأجنبية، في الوقت ذاته يحاول والديه إقناعه بالزواج من فتيات أخريات، فيقبل طاعة لوالديه ولكنه لا يلبث أن يطلقهن لأسباب عدة، وعندها يقرر الزواج من حبيبته الأمريكية.